# Elmisaurus rarus
Elmisaurus rarus es la única especie conocida del género extinto Elmisaurus (mon. "lagarto pie") de dinosaurio terópodo cenagnátido, que vivió a finales del período Cretácico, hace aproximadamente 70 millones de años en el Maastrichtiense, en lo que hoy es Asia.

## Descripción
Dada la naturaleza fragmentaria de los hallazgos, la apariencia de Elmisaurus rarus es muy incierta. La longitud del cuerpo del holotipo se estima en 1,68 metros. ZPAL MgD-I/20 es un quinto más largo. Al igual que con todos los oviraptorosaurios, este es un bípedo emplumado, de sangre caliente.
El pie es ligero y delgado, de unos 15 centímetros de largo. El metatarsiano medio está comprimido en la parte superior por el más externo. Currie fue capaz de identificar algunos rasgos distintivos. Los huesos metatarsianos, cada uno individualmente, se fusionan con un hueso del tobillo superior. La parte posterior del pie medio está fuertemente erosionada. El segundo y cuarto metatarsiano son solo un poco más cortos, por encima del 93%, que el tercero. La parte inferior de la segunda curva metatarsiana se curva hacia adelante desde el eje longitudinal del pie medio en su conjunto. El extremo superior del tercer metatarsiano es triangular en sección transversal. El cuarto metatarsiano tiene una proyección en el lado superior.
Los investigadores polacos señalaron dos características adicionales en 2002, una abertura de la vena entre el tercer metatarsiano y el cuarto y la presencia de puntos de unión elevados para el músculo tibial craneal en la parte superior de los huesos metatarsianos. Estas son propiedades que solo son conocidas por las aves . Lo mismo se aplica a la fusión de los tarsos, los huesos del tobillo inferior, con la parte media del pie, el metatarss en un tarsometatarso.
La mano tiene una longitud de unos 20 centímetros y es otra vez delgada, especialmente con los vástagos de los huesos mucho más estrechos que los extremos, una característica que no se encuentra en otros oviraptorosaurios.
El material descrito en 2016 añade una serie de características. Los huesos de la frente parecen mostrar una alta cresta que continúa a través de la nariz. Las vértebras están muy neumatizadas. La articulación del hombro se dirige hacia afuera y hacia abajo. El primer dedo es delgado. Las garras de las manos están fuertemente curvadas. La tibia es muy delgada. Un bulto en la superficie superior del cuarto metatarsiano sobresale del quinto hueso metatarsiano y se eleva sobre la superficie articular del mediopié.

## Historia
Descubierto en 1970 y descrito en 1981, por Halszka Osmólska. Elmisaurus rarus es el primer cenagnátido descubierto que se conocen las manos y pies. Esto permitió que se demostrará la sinonimia entre Chirostenotes y Macrophalangia. 
En 1970, una expedición paleontológica polaco-mongola descubrió dos especímenes fragmentarios de un pequeño terópodo en la provincia mongola de Ömnögovĭ. La especie tipo, Elmisaurus rarus , fue nombrada y descrita por Halszka Osmólska en 1981. El nombre genérico se deriva de Mongol elmyi o ölmyi, "planta del pie", ya que el espécimen tipo consistía en un metatarso . El nombre específico significa "raro" en latín. El holotipo es ZPAL MgD-I/172, un metatarso izquierdo fusionado con la tarsalia. Hay dos paratipos, ZPAL MgD-I/98, que consiste en una mano y un pie derechos, y ZPAL MgD-I/20, la parte superior del metatarso izquierdo de un individuo más grande
Una segunda especie, E. elegans, proveniente de Norteamérica y descrito por William Parks en 1933 como Ornithomimus.  fue referido en 1989 a Elmisaurus El error en la asignación de esta especie es probablemente debido a la preservación pobre y a su distancia geográfica del tipo especie. Más recientemente, Hans-Dieter Sues ha demostrado que esta supuesta especie de Elmisaurus es un sinónimo más moderno de Chirostenotes pergracilis.
En 2000, 2001 y 2002, las expediciones en el desierto occidental de Sayr recuperaron importantes materiales adicionales. Eso fue asignado a la especie en 2016. Esto concierne a los especímenes MPC-D 102/006, un tarsometatarso derecho encontrado por Demchig Badamgarav el 6 de septiembre de 2000, .MPC-D 102/007 un esqueleto parcial con cráneo encontrado el mismo día por Paul Sealey, MPC-D 102/008 un cuarto hueso del pue medio izquierdo encontrado por Badamgarav el 8 de septiembre de 2000, MPC-D 102/009 la parte superior de un tarsometatarso derecho encontrado el 15 de septiembre de 2001 por Currie; y MPC-D 102/010 una tibia y vértebras encontradas el 2 de agosto de 2002 por J. Edward Horton.
En 1988, Gregory S. Paul transformó la especie en Chirostenotes rarus. El cambio de nombre, que no fue seguido por otros autores. Se basó en una relación con el material estadounidense.

## Clasificación
Elmisaurus se ha visto como pariente de Chirostenotes, primero en Elmisauridae y más adelante en Caenagnathidae, hasta los descubrimientos recientes, cuando esto fue cuestionado por Maryanska et al. en 2002. Se diferencia de Chirostenotes por tener un foramen vascular entre los metatarsos III y IV, un tubérculo para el músculo tibial carneal en la superficie dorsal de los metatarsos II-IV, una cara posterior profundamente cóncavo, y un proceso proximolateral en el metatarso IV. La relación con Avimimus es posible, pero el análisis de Senter en 2007  coloca a Elmisaurus con Chirostenotes y Hagryphus, lejos de Avimimus.

### Filogenia
El siguiente cladograma sigue un análisis de Longrich et al."' en 2013, que encontró a "'Elmisaurus como un cenagnatido.

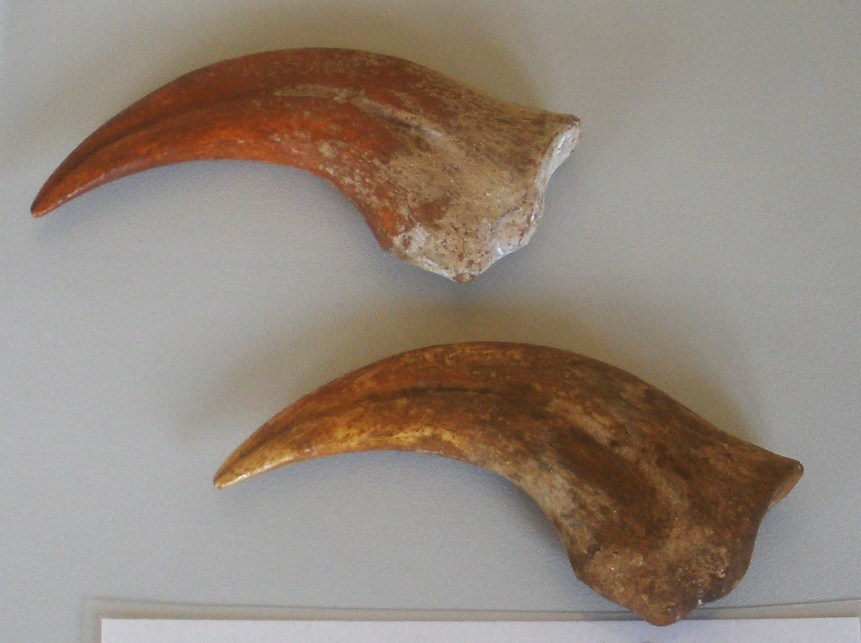
Garras de Elmisaurus

|  | Chirostenotes pergracilis                                             |
|  |                                                                       |
|  | \| \| Caenagnathus collinsi \| \| \| \| \| \| Anzu wyliei \| \| \| \| |
|  |                                                                       |
|  | Caenagnathus collinsi                                                 |
|  |                                                                       |
|  | Anzu wyliei                                                           |
|  |                                                                       |

|  | Caenagnathus collinsi |
|  |                       |
|  | Anzu wyliei           |
|  |                       |

|  | Chirostenotes pergracilis                                             |
|  |                                                                       |
|  | \| \| Caenagnathus collinsi \| \| \| \| \| \| Anzu wyliei \| \| \| \| |
|  |                                                                       |
|  | Caenagnathus collinsi                                                 |
|  |                                                                       |
|  | Anzu wyliei                                                           |
|  |                                                                       |

|  | Caenagnathus collinsi |
|  |                       |
|  | Anzu wyliei           |
|  |                       |

|  | Chirostenotes pergracilis                                             |
|  |                                                                       |
|  | \| \| Caenagnathus collinsi \| \| \| \| \| \| Anzu wyliei \| \| \| \| |
|  |                                                                       |
|  | Caenagnathus collinsi                                                 |
|  |                                                                       |
|  | Anzu wyliei                                                           |
|  |                                                                       |

|  | Caenagnathus collinsi |
|  |                       |
|  | Anzu wyliei           |
|  |                       |

|  | Chirostenotes pergracilis                                             |
|  |                                                                       |
|  | \| \| Caenagnathus collinsi \| \| \| \| \| \| Anzu wyliei \| \| \| \| |
|  |                                                                       |
|  | Caenagnathus collinsi                                                 |
|  |                                                                       |
|  | Anzu wyliei                                                           |
|  |                                                                       |

|  | Caenagnathus collinsi |
|  |                       |
|  | Anzu wyliei           |
|  |                       |

|  | Chirostenotes pergracilis                                             |
|  |                                                                       |
|  | \| \| Caenagnathus collinsi \| \| \| \| \| \| Anzu wyliei \| \| \| \| |
|  |                                                                       |
|  | Caenagnathus collinsi                                                 |
|  |                                                                       |
|  | Anzu wyliei                                                           |
|  |                                                                       |

|  | Caenagnathus collinsi |
|  |                       |
|  | Anzu wyliei           |
|  |                       |

|  | Chirostenotes pergracilis                                             |
|  |                                                                       |
|  | \| \| Caenagnathus collinsi \| \| \| \| \| \| Anzu wyliei \| \| \| \| |
|  |                                                                       |
|  | Caenagnathus collinsi                                                 |
|  |                                                                       |
|  | Anzu wyliei                                                           |
|  |                                                                       |

|  | Caenagnathus collinsi |
|  |                       |
|  | Anzu wyliei           |
|  |                       |

|  | Chirostenotes pergracilis                                             |
|  |                                                                       |
|  | \| \| Caenagnathus collinsi \| \| \| \| \| \| Anzu wyliei \| \| \| \| |
|  |                                                                       |
|  | Caenagnathus collinsi                                                 |
|  |                                                                       |
|  | Anzu wyliei                                                           |
|  |                                                                       |

|  | Caenagnathus collinsi |
|  |                       |
|  | Anzu wyliei           |
|  |                       |

|  | Chirostenotes pergracilis                                             |
|  |                                                                       |
|  | \| \| Caenagnathus collinsi \| \| \| \| \| \| Anzu wyliei \| \| \| \| |
|  |                                                                       |
|  | Caenagnathus collinsi                                                 |
|  |                                                                       |
|  | Anzu wyliei                                                           |
|  |                                                                       |

|  | Caenagnathus collinsi |
|  |                       |
|  | Anzu wyliei           |
|  |                       |

|  | Chirostenotes pergracilis                                             |
|  |                                                                       |
|  | \| \| Caenagnathus collinsi \| \| \| \| \| \| Anzu wyliei \| \| \| \| |
|  |                                                                       |
|  | Caenagnathus collinsi                                                 |
|  |                                                                       |
|  | Anzu wyliei                                                           |
|  |                                                                       |

|  | Caenagnathus collinsi |
|  |                       |
|  | Anzu wyliei           |
|  |                       |

|  | Chirostenotes pergracilis                                             |
|  |                                                                       |
|  | \| \| Caenagnathus collinsi \| \| \| \| \| \| Anzu wyliei \| \| \| \| |
|  |                                                                       |
|  | Caenagnathus collinsi                                                 |
|  |                                                                       |
|  | Anzu wyliei                                                           |
|  |                                                                       |

|  | Caenagnathus collinsi |
|  |                       |
|  | Anzu wyliei           |
|  |                       |

|  | Chirostenotes pergracilis                                             |
|  |                                                                       |
|  | \| \| Caenagnathus collinsi \| \| \| \| \| \| Anzu wyliei \| \| \| \| |
|  |                                                                       |
|  | Caenagnathus collinsi                                                 |
|  |                                                                       |
|  | Anzu wyliei                                                           |
|  |                                                                       |

|  | Caenagnathus collinsi |
|  |                       |
|  | Anzu wyliei           |
|  |                       |

|  | Chirostenotes pergracilis                                             |
|  |                                                                       |
|  | \| \| Caenagnathus collinsi \| \| \| \| \| \| Anzu wyliei \| \| \| \| |
|  |                                                                       |
|  | Caenagnathus collinsi                                                 |
|  |                                                                       |
|  | Anzu wyliei                                                           |
|  |                                                                       |

|  | Caenagnathus collinsi |
|  |                       |
|  | Anzu wyliei           |
|  |                       |

|  | Chirostenotes pergracilis                                             |
|  |                                                                       |
|  | \| \| Caenagnathus collinsi \| \| \| \| \| \| Anzu wyliei \| \| \| \| |
|  |                                                                       |
|  | Caenagnathus collinsi                                                 |
|  |                                                                       |
|  | Anzu wyliei                                                           |
|  |                                                                       |

|  | Caenagnathus collinsi |
|  |                       |
|  | Anzu wyliei           |
|  |                       |

|  | Chirostenotes pergracilis                                             |
|  |                                                                       |
|  | \| \| Caenagnathus collinsi \| \| \| \| \| \| Anzu wyliei \| \| \| \| |
|  |                                                                       |
|  | Caenagnathus collinsi                                                 |
|  |                                                                       |
|  | Anzu wyliei                                                           |
|  |                                                                       |

|  | Caenagnathus collinsi |
|  |                       |
|  | Anzu wyliei           |
|  |                       |

|  | Chirostenotes pergracilis                                             |
|  |                                                                       |
|  | \| \| Caenagnathus collinsi \| \| \| \| \| \| Anzu wyliei \| \| \| \| |
|  |                                                                       |
|  | Caenagnathus collinsi                                                 |
|  |                                                                       |
|  | Anzu wyliei                                                           |
|  |                                                                       |

|  | Caenagnathus collinsi |
|  |                       |
|  | Anzu wyliei           |
|  |                       |

|  | Chirostenotes pergracilis                                             |
|  |                                                                       |
|  | \| \| Caenagnathus collinsi \| \| \| \| \| \| Anzu wyliei \| \| \| \| |
|  |                                                                       |
|  | Caenagnathus collinsi                                                 |
|  |                                                                       |
|  | Anzu wyliei                                                           |
|  |                                                                       |

|  | Caenagnathus collinsi |
|  |                       |
|  | Anzu wyliei           |
|  |                       |